# 南町奉行所 (アニメ制作会社)
有限会社南町奉行所（みなみまちぶぎょうしょ）は、かつて存在した日本のアニメ制作会社。

## 概要
中村プロダクションを経てカナメプロダクション出身の山崎理が、靏山修（現つるやまおさむ）、同社出身の西井正典、亜細亜堂出身の大貫健一、葦プロダクション出身の大張正己らと共に、フリースタジオとして1984年に設立。設立当初は他社からの作画下請けが中心だったが、1987年にJ.C.STAFFが制作した『妖刀伝』シリーズのメインスタッフルームとして、企画、原案、監督、キャラクターデザイン・作画監督などを担当し、注目を浴びた。
法人化した1989年頃からはゲーム業界との関わりを増し、『3×3 EYES』のアドベンチャーゲームシリーズや2D対戦型格闘ゲーム『GUILTY GEAR X』のグラフィック制作に協力。それを機に踏み切った社内のデジタル化も、アニメ業界で相当に早い時期から対応しており、テレビアニメを単独で企画・制作するようになってからは、企画・シナリオ・絵コンテ・デザイン・作画・仕上げ・撮影と、ほぼアニメ制作の全工程を社内で遂行できる規模の会社として経営されている。
2007年、東京キッズと共同制作したテレビアニメ『地球へ…』を機に元請制作を開始。同年10月、靏山修が代表取締役に就任。
その後、『宇宙戦艦ヤマト2199』の制作現場となる予定だったが、2009年に東京キッズ倒産の煽りを受けて事業停止し、スタジオも引き払われた。尚、2019年現在も法人格自体は存続している。

## 主な作品

### テレビシリーズ
- 地球へ… （東京キッズと共同制作、2007年）

### OVA
- トウキョウ・バイス（1988年）
- 紅いハヤテ（1992年）

### ゲーム
- トランプボーイ （1990年）
- 3×3 EYES 〜三只眼變成〜 （1990年）
- 3×3 EYES 〜吸精公主〜 （1995年）
- 3×3 EYES 〜転輪王幻夢〜 （1997年）
- GUILTY GEAR X （2000年）

### 作画担当作品
- ああっ女神さまっ （2000年）
- 天保異聞 妖奇士 （2006年-2007年）
- DEATH NOTE （2006年-2007年）
- 結界師 （2006年-）
- スカルマン THE SKULL MAN （2007年）
- ウエルベールの物語 〜Sisters of Wellber〜 （2007年）
- アイドルマスター XENOGLOSSIA （2007年）
- スカイガールズ （2007年）
- ef - a tale of memories. （2007年）
- ナイトウィザード The ANIMATION （2007年）
- マクロスF （2008年）
- RD 潜脳調査室 （2008年）

### 制作協力
- 妖刀伝 破獄の章・鬼哭の章・炎情の章 （制作元請：J.C.STAFF、制作協力、1987～1989年）
- 妖刀伝 （制作元請：J.C.STAFF、制作協力、1989年）
- 暗黒神伝承 武神 十六夜情話・八百比丘尼・水蛭子奇譚 （制作協力、1990～1992年）
- サムライガン（制作元請：エッグ、各話制作協力、2004年）
- ギャラリーフェイク （制作元請：トムス・エンタテインメント→東京キッズ、各話制作協力、2005年）
- メジャー 2nd season（制作元請：スタジオ雲雀、各話制作協力、2006年）
- エンジェル・ハート （制作元請：トムス・エンタテインメント、各話制作協力、2006年）
- 僕等がいた （制作元請：アートランド、各話制作協力、2006年）
- 金色のコルダ〜primo passo〜 （制作元請：ゆめ太カンパニー、各話制作協力、2006年-2007年）
- PERSONA -trinity soul- （制作元請：A-1 Pictures、各話制作協力、2008年）
- GUNSLINGER GIRL -IL TEATRINO- （制作元請：アートランド、各話制作協力、2008年）
- イタズラなKiss （制作元請：トムス・エンタテインメント、各話制作協力、2008年）
- 今日の5の2 （制作元請：XEBEC、各話制作協力、2008年）

## 関連人物
- 山崎理
- 靏山修
- 大貫健一

- 大張正己
- 西井正典
- 明珍宇作